# 1932 no cinema

## Eventos
- Publicação no Porto (Portugal) do Cinema : semanário cinematográfico[1]

## Principais filmes produzidos
- Arsène Lupin, de Jack Conway, com John Barrymore e Lionel Barrymore
- As You Desire Me, de George Fitzmaurice, com Greta Garbo, Melvyn Douglas e Erich von Stroheim
- L'Atlantide, de Georg Wilhelm Pabst, com Brigitte Helm
- Big City Blues, de Mervyn LeRoy, com Joan Blondell
- A Bill of Divorcement, de George Cukor, com John Barrymore e Katharine Hepburn
- Bird of Paradise, de King Vidor, com Dolores del Rio e Joel McCrea
- Das blaue Licht, de e com Leni Riefenstahl
- Blonde Venus, de Josef von Sternberg, com Marlene Dietrich e Cary Grant
- Boudu sauvé des eaux, de Jean Renoir, com Michel Simon
- Broken Lullaby, de Ernst Lubitsch, com Lionel Barrymore
- Doctor X, de Michael Curtiz, com Fay Wray
- Downstairs, com John Gilbert e Paul Lukas
- Emma, de Clarence Brown, com Marie Dressler e Myrna Loy
- Faithless, de Harry Beaumont, com Tallulah Bankhead e Robert Montgomery
- Fanny, de Marc Allégret, com Raimu
- A Farewell to Arms, de Frank Borzage, com Helen Hayes e Gary Cooper
- Forbidden, de Frank Capra, com Barbara Stanwick e Ralph Bellamy
- Freaks, de Tod Browning
- Grand Hotel, de Edmund Goulding, com Greta Garbo, John Barrymore, Joan Crawford e Lionel Barrymore
- High Pressure, de Mervyn LeRoy, com William Powell
- Horse Feathers, de Norman Z. McLeod, com Groucho, Harpo, Chico e Zeppo Marx
- I Am a Fugitive from a Chain Gang, de Mervyn LeRoy, com Paul Muni
- If I Had a Million, com Gary Cooper, Charles Laughton e George Raft
- Love Me Tonight, de Rouben Mamoulian, com Maurice Chevalier, Jeanette MacDonald e Myrna Loy
- Me and My Gal, de Raoul Walsh, com Spencer Tracy e Joan Bennett
- The Most Dangerous Game, de Ernest B. Schoedsack, com Joel McCrea e Fay Wray
- The Mummy, de Karl Freund, com Boris Karloff
- La nuit du carrefour, de Jean Renoir
- Number Seventeen, de Alfred Hitchcock
- The Old Dark House, de James Whale, com Boris Karloff, Melvyn Douglas e Charles Laughton
- One Hour with You, de Ernst Lubitsch, com Maurice Chevalier e Jeanette MacDonald
- Otona no miru ehon - Umarete wa mita keredo, de Yasujiro Ozu
- ¡Que viva Mexico!, de Grigori Aleksandrov e Sergei Eisenstein
- Red Dust, de Victor Fleming, com Clark Gable, Jean Harlow e Mary Astor
- Red-Headed Woman, de Jack Conway, com Jean Harlow e Charles Boyer
- Scarface, de Howard Hawks, com Paul Muni, George Raft e Boris Karloff
- Seishun no yume imaizuko, de Yasujiro Ozu
- Shanghai Express, de Josef von Sternberg, com Marlene Dietrich
- The Sign of the Cross, de Cecil B. DeMille, com Fredric March, Claudette Colbert e Charles Laughton
- So Big!, de William A. Wellman, com Barbara Stanwyck e Bette Davis
- Strange Interlude, de Robert Z. Leonard, com Clark Gable e Norma Shearer
- Stürme der Leidenschaft, de Robert Siomak, com Emil Jannings
- Tarzan the Ape Man, de W.S. Van Dyke, com Johnny Weissmuller e Maureen O'Sullivan
- Three on a Match, de Mervyn LeRoy, com Bette Davis, Virginia Davis e Humphrey Bogart
- Vampyr - Der Traum des Allan Grey, de Carl Theodor Dreyer
- What Price Hollywood?, de George Cukor, com Constance Bennett

## Nascimentos

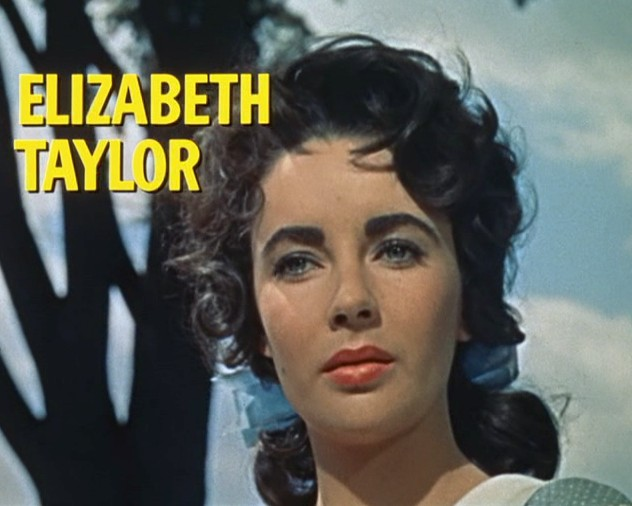
Elizabeth Taylor, nascida em 1932

| Data            | Nome                     | Profissão                           | Nacionalidade                   | Observações | Ref |
| --------------- | ------------------------ | ----------------------------------- | ------------------------------- | ----------- | --- |
| 3 de janeiro    | Dabney Coleman           | ator                                | Estados Unidos                  |             |     |
| 4 de janeiro    | Carlos Saura             | cineasta                            | Espanha                         |             |     |
| 14 de janeiro   | Harriet Andersson        | atriz                               | Suécia                          |             |     |
| 19 de janeiro   | Richard Lester           | cineasta                            | Estados Unidos / Reino Unido    |             |     |
| 28 de janeiro   | Lurdes Norberto          | atriz                               | Portugal                        |             |     |
| 6 de fevereiro  | François Truffaut        | cineasta                            | França                          | m. 1984     |     |
| 8 de fevereiro  | John Williams            | compositor de trilhas sonoras       | Estados Unidos                  |             |     |
| 14 de fevereiro | Alexander Kluge          | cineasta                            | Alemanha                        |             |     |
| 18 de fevereiro | Miloš Forman             | cineasta                            | Checoslováquia / Estados Unidos |             |     |
| 27 de fevereiro | Elizabeth Taylor         | atriz                               | Inglaterra / Estados Unidos     | m. 2011     |     |
| 14 de março     | Lúcio Mauro              | ator                                | Brasil                          |             |     |
| 17 de março     | Ivan Mesquita            | ator                                | Brasil                          |             |     |
| 31 de março     | Nagisa Ōshima            | cineasta                            | Japão                           |             |     |
| 1 de abril      | Debbie Reynolds          | atriz                               | Estados Unidos                  |             |     |
| 4 de abril      | Andrei Tarkovski         | cineasta                            | União Soviética                 | m. 1986     |     |
| 4 de abril      | Anthony Perkins          | ator                                | Estados Unidos                  | m. 1992     |     |
| 8 de abril      | Jean-Paul Rappeneau      | cineasta e cenarista                | França                          |             |     |
| 10 de abril     | Delphine Seyrig          | atriz                               | França                          | m. 1990     |     |
| 10 de abril     | Omar Sharif              | ator                                | Egito                           |             |     |
| 12 de abril     | Jean-Pierre Marielle     | ator                                | França                          |             |     |
| 20 de abril     | Artur Correia            | cineasta                            | Portugal                        |             |     |
| 27 de abril     | Anouk Aimée              | atriz                               | França                          |             |     |
| 25 de maio      | Joaquim Pedro de Andrade | cineasta                            | Brasil                          | m. 1988     |     |
| 27 de maio      | Consuelo Leandro         | atriz e comediante                  | Brasil                          | m. 1999     |     |
| 28 de junho     | Pat Morita               | ator                                | Estados Unidos                  | m. 2005     |     |
| 16 de julho     | Laerte Morrone           | ator                                | Brasil                          | m. 2005     |     |
| 31 de julho     | Ted Cassidy              | ator                                | Estados Unidos                  | m. 1979     |     |
| 2 de agosto     | Peter O'Toole            | ator                                | Irlanda                         |             |     |
| 11 de agosto    | Fernando Arrabal         | escritor, realizador e argumentista | Espanha                         |             |     |
| 28 de agosto    | Raul Cortez              | ator                                | Brasil                          | m. 2006     |     |
| 15 de setembro  | Antônio Abujamra         | ator e diretor teatral              | Brasil                          |             |     |
| 19 de setembro  | Anabelle Gutiérrez       | atriz                               | México                          |             |     |
| 10 de outubro   | Jacqueline Laurence      | atriz                               | Brasil                          |             |     |
| 27 de outubro   | Jean-Pierre Cassel       | ator                                | França                          | m. 2007     |     |
| 30 de outubro   | Louis Malle              | cineasta                            | França                          | m. 1995     |     |
| 10 de novembro  | Roy Scheider             | ator                                | Estados Unidos                  | m. 2008     |     |
| 22 de novembro  | Robert Vaughn            | ator                                | Estados Unidos                  |             |     |
| 7 de dezembro   | Ellen Burstyn            | atriz                               | Estados Unidos                  |             |     |
| 13 de dezembro  | Tatsuya Nakadai          | ator                                | Japão                           |             |     |

## Mortes
| Data | Nome | Profissão | Nacionalidade | Observações | Ref |
| ---- | ---- | --------- | ------------- | ----------- | --- |